# David Cuéllar
David Cuéllar Tainta (Pamplona, España, 1 de noviembre de 1979) es un exfutbolista español. Jugaba de extremo derecho, pero en el Morell, jugaba de lateral. Es el hermano del también futbolista Crescencio Cuéllar.

## Trayectoria
David Cuéllar nació en Pamplona en el año 1979. Su primer equipo fue el Basconia, segundo filial del Athletic Club.
Jugó en las parcelas FC
Debutó en Primera División el 20 de diciembre de 2000 con el Athletic Club, enfrentándose al Valencia (1-1).
En la temporada 2002-03, fichó por el Elche. En el 2004 se marchó al Nàstic, equipo con el que ascendió a Primera en la temporada 2005-06. Estando en este equipo marcó 8 goles.
En el verano del 2007 volvió al Athletic a cambio de 400.000 euros. Con el club vasco firmó por dos temporadas pero debido a la gran competencia que había y a los pocos partidos jugados (7) terminó por rescindir su contrato con el club bilbaíno en el verano del 2008.
Finalmente David Cuéllar terminó fichando por el Real Murcia, por petición de Javier Clemente, entrenador de dicho club. Tras las múltiples lesiones, se desvinculó del Real Murcia, y fichó por el Unión Deportiva Salamanca para la temporada 2009/10. Tras terminar su año de contrato con el equipo charro, rechazó una propuesta de renovación, por lo que quedó libre.
Se encontraba en Vilaseca en la provincia de Tarragona y estaba jugando para el CD Morell, un equipo que milita en 2.ª Catalana. Esto le llevó a fichar por el FC Vilafranca de 3a. División. durante el año 2014-15 y por el CF Vilaseca de 1.ª Catalana en 2015-16, donde pasó varias temporadas.

## Clubes

### Juvenil
| Club          | País   | Año       |
| ------------- | ------ | --------- |
| UDC Chantrea  | España | 1994-1995 |
| Athletic Club | España | 1995-1997 |

### Profesional
| Club                      | País   | Año       | PJ | Goles |
| ------------------------- | ------ | --------- | -- | ----- |
| Baskonia                  | España | 1997-1998 | 32 | 2     |
| Bilbao Athletic           | España | 1998-2001 | 82 | 7     |
| Athletic Club             | España | 2000-2002 | 19 | 0     |
| Elche CF                  | España | 2002-2004 | 62 | 4     |
| Nàstic de Tarragona       | España | 2004-2007 | 97 | 8     |
| Athletic Club             | España | 2007-2008 | 7  | 0     |
| Real Murcia               | España | 2008-2009 | 12 | 0     |
| Unión Deportiva Salamanca | España | 2009-2010 | 24 | 0     |
| CD Morell                 | España | 2011-2013 |    |       |
| F.C. Vilafranca           | España | 2014-2015 |    |       |
| Vilaseca                  | España | 2015-2017 |    |       |